# Autoroute A 88
Die Autoroute A 88 ist eine im Jahr 2010 teilweise fertiggestellte französische Autobahn in der Normandie, die die Städte Caen an der ebenfalls noch fertig zu stellenden A 813 (Südostumfahrung Caen) und Sées an der A 28 verbinden soll. Sie führt von Caen in Richtung Südosten.
Das Teilstück von Falaise bis Sées ist fertig. Die Fertigstellung bis Caen ist geplant. Die vorhandene Nationalstraße 158, die bereits vierspurig ausgebaut ist, soll hierfür entsprechend umgebaut bzw. hochgestuft werden. Derzeit hat die Autobahn eine Länge von 48 km. Nach dem vollständigen Ausbau werden es 82 km sein.